# Dagonovo
Dagonovo (în bulgară Дагоново) este un sat în partea de sud-vest a Bulgariei în  Regiunea Blagoevgrad. Aparține administrativ de comuna Belița. Are o populație de 761 locuitori.

## Demografie
Componența etnică a satului Dagonovo
     Turci (49,46%)
     Nicio identificare (14,55%)
     Bulgari (15,9%)
     Romi (0%)
     Altele (20,08%)
La recensământul din 2011, populația satului Dagonovo era de 742 locuitori. Nu există o etnie majoritară, locuitorii fiind turci (49,46%) și bulgari (15,9%). Pentru 14,55% din locuitori nu este cunoscută apartenența etnică.